# Monica Van Campen
Monica Van Campen (Barcellona, 16 novembre 1974) è un'attrice e modella spagnola.
Lavora come modella e attrice fin da molto giovane, dando voce e immagine a diverse campagne pubblicitarie di aziende multinazionali. Negli anni '90 ha recitato in un annuncio pubblicitario per un profumo maschile che in Spagna ha acquisito una notevole notorietà.
Ha partecipato a diverse serie TV, alcune sulla rete TV3, ottenendo una maggior fama grazie al suo ruolo in Mi querido Klikowsky, sitcom trasmessa sulla rete ETB 2, il cui personaggio, Silvia, ha avuto un'importanza sempre maggiore con la progressione della serie.
In Italia è nota principalmente per avere interpretato il ruolo della perfida Claire in Faust - La vendetta è nel sangue (2001), diretto da Brian Yuzna e basato sull'omonima serie a fumetti di David Quinn e Tim Vigil e per il ruolo di Angela in Princesas (2005) di Fernando León de Aranoa. Lavora spesso anche in teatro.